# Santha Leng
Pour les articles homonymes, voir Leng.
Santha Leng est un acteur français.

## Filmographie sélective

### Cinéma
- 1990 : Rendez-vous au tas de sable de Didier Grousset : Candidat Australie
- 1995 : Prise de têtes de Éric Civanyan : Akira Sasaki
- 1998 : Bingo! de Maurice Illouz :  Li Wang
- 2003 : Après vous de Pierre Salvadori : Thai Waiter
- 2006 : Vingt nuits et un jour de pluie de Lâm Lê :  le vulcanologue

### Télévision
- 1993 :   Le Château des oliviers – épisode : Les racines (série télévisée) : Ministre japonais
- 2002 : Une famille formidable  - épisode : Des invités encombrants (série TV) : L'acupuncteur
- 2008 : Duval et Moretti - épisode : La nouvelle coéquipière (série TV) : Le restaurateur
- 2009 : Seconde Chance - 10 épisodes  (série TV) : Matsuro
- 2011 : Joséphine, ange gardien   - épisode «  Yasmina » (série TV) : Monsieur Lin
- 2011 : Le sang de la vigne  - épisode «  Le dernier coup de Jarnac » (série télévisée) : Hiroshi Tanaka
- 2014 : Plus belle la vie (série TV) : Lam-Le
- 2015 - 2016 : Les Mystères de l'amour : M. Tchang, directeur de la Chu Corporation (saisons 10-11 et 13)